# 391-ша навчально-польова дивізія (Третій Рейх)
391-ша навчально-польова дивізія (Третій Рейх) (нім. 391. Feldausbildungs-Division) — навчальна піхотна дивізія Вермахту за часів Другої світової війни.

## Історія
391-ша навчально-польова дивізія була створена 31 серпня 1942 року при групі армій «Центр» з метою підготовки формувань, що готувалися до ведення бойових дій на центральному напрямку німецько-радянського фронту.
Особовий склад надходив на формування підрозділів з I, X та XII військових округів. Також поповнення частин дивізії здійснювалося за рахунок персоналу RAD.

## Райони бойових дій
- СРСР (центральний напрямок) (вересень 1942 — червень 1944).

## Командування

### Командири
- генерал-лейтенант барон Альбрехт Діжон фон Монтетон (нім. Albrecht Baron Digeon von Monteton) (10 вересня 1942 — 23 березня 1944).

### Підпорядкованість
| Час     | Корпус | Армія | Група армій (округ) | Штаб     |
| ------- | ------ | ----- | ------------------- | -------- |
| 1942    |        |       |                     |          |
| жовтень |        |       | Група армій «Центр» | Вітебськ |
| 1943    |        |       |                     |          |
| січень  |        |       | Група армій «Центр» | Вітебськ |
| 1944    |        |       |                     |          |
| січень  |        |       | Група армій «Центр» | Вітебськ |

### Склад
| 1942                                   | 1944                                        |
| -------------------------------------- | ------------------------------------------- |
| 718-й навчально-польовий піхотний полк | 718-й навчально-польовий гренадерський полк |
| 719-й навчально-польовий піхотний полк | 567-й навчально-польовий гренадерський полк |
| 720-й навчально-польовий піхотний полк | 720-й навчально-польовий гренадерський полк |
| —                                      | 391-й навчально-польовий гренадерський полк |